# Jhonlin Air Transport
Jhonlin Air Transport ist eine indonesische Fluggesellschaft mit Sitz in Banjarbaru und Basis auf dem Flughafen Syamsudin Noor.

## Geschichte
Jhonlin Air Transport wurde 2011 gegründet und steht zurzeit auf der Liste von Fluggesellschaften mit Betriebsverbot in der Europäischen Union.

## Flotte
Mit Stand Oktober 2023 besteht die Flotte der Jhonlin Air Transport aus einem Flugzeug:
| Flugzeugtyp       | aktiv | bestellt | Anmerkungen |
| ----------------- | ----- | -------- | ----------- |
| Boeing 737-700BBJ | 1     |          |             |

## Ehemalige Flugzeugtypen
- ATR 42-600
- Embraer Legacy 600